# Argia translata
Argia translata es  un caballito del diablo de la familia de los caballitos de alas angostas (Coenagrionidae). Esta es una especie de muy amplia distribución, se encuentra en prácticamente todo el continente americano.

## Nombre común
- Español: caballito del diablo.

## Clasificación y descripción de la especie
Argia es el género con mayor número de especies en América, pertenece a la familia de los caballitos de alas angostas. Esta especie fue descrita originalmente con ejemplares de Venezuela. Es una especie mayormente negra, con ojos azules y coloración clara en la zona ventral del  tórax. En el abdomen, la coloración azul se encuentra restringida en anillos basales en los segmentos 8 y 9.

## Distribución de la especie
Se halla en Canada, E.U.A., México, Guatemala, Belice, El Salvador, Honduras, Nicaragua, Costa Rica, Panamá, Trinidad y Tobago, Colombia, Ecuador, Venezuela, Surinam, Guyana Francesa y Argentina.

## Ambiente terrestre
Esta especie se encuentra en arroyos y ríos, principalmente en aquellos sin cobertura vegetal o con cobertura moderada.

## Estado de conservación
No se considera dentro de ninguna categoría de riesgo.